# 多名利
多名利（Dominant）是一匹在愛爾蘭以及香港受訓的純種賽駒，主要勝出賽事包括皇太后紀念盃及香港瓶，是香港長途頂級賽駒。

## 競賽生涯

### 英國
多名利來港前曾於英國出戰六場，取得兩冠一亞一季，所勝包括一場二千米賽事，最後一仗於2080米的二級賽約克錦標取得第三。

#### 2011-12年馬季
多名利來港後是由約翰摩亞練馬師賽馬團體擁有，外間傳聞身價過千萬港元，不少馬迷及馬評人憧憬馬匹表現能有如該賽馬團體旗下的閒話一句一樣，勝出香港打吡大賽。來到後被香港賽馬會評為94分，較其他自購馬高，更受大眾注視。
多名利於2月5日首次在港上陣，出戰略短的二班一哩賽事，只能以第十名完成賽事。及後於香港打吡大賽前出戰香港經典盃，以冷門身份從後殺上追回一席第三，旋即於打吡被捧成次熱門，表現平平兼受制於慢步速未能後上，只得第八名。後幕後決意增程，先於跑馬地角逐一班2200米跑入第四，再角逐三級賽皇太后紀念盃顆拍冠軍騎師韋達以一又二分一馬位擊敗智多飛大熱勝出，取得在港首場勝利。後角逐三冠尾關賽事香港冠軍暨遮打盃，再一次捧成大熱但被智多飛反先，只能再馬王雄心威龍後取得第三名，令人失望。

#### 2012-13年馬季
多名利選擇在國慶盃復出，1400米路程不合下以第六名完成。後出戰1800米三級賽莎莎婦女銀袋賽，開閘時以後足豎立造成大慢閘，外間以為無望之際竟能追回一席第二，震驚全場。原計劃11月角逐馬會盃，但因左後腿不良於行而退出，其後一直沒有出賽直至4月出戰一哩賽事主席錦標。久疏戰陣兼路程不合下，以五個馬位包尾落敗。隨後銳意衛冕皇太后紀念盃，於潘頓胯下以第三熱門身份鼻位險勝對手勝出。最後再次挑戰遮打盃，沿途跟前競跑，直路衝刺平平再次大熱倒灶成為第三名。

#### 2013-14年馬季
多名利於沙田錦標復出，並首次交由莫雷拉策騎，一哩路程嫌短下在直路上展步欠順，末段顯著轉弱下以十三又四分三馬位大敗而回。接著出戰馬會盃亦只能以第八名完成。其後首次角逐香港瓶，並由潘頓策騎，自起步後沿途留後競跑，轉彎前率先發力外檔得手，以四分三馬位擊敗多項一級賽冠軍、英國雌馬朦朧美態，為香港事隔十五年及成為繼原居民後再次揚威此賽，亦是香港瓶升格為國際一級賽後，首匹勝出香港瓶的香港賽駒，意義重大。
踏入2014年，多名利於1月19日出戰香港三冠大賽的首關賽事董事盃，由潘頓換上莫雷拉策騎，但由於路程嫌短，加上沿途留得太後的關係，僅以第八名過終點；2月23日，多名利出戰香港金盃，並交由貝湯美執韁，雖然沿途留後競跑，但憑著餘下的拼勁取得季軍，結果順利入選杜拜司馬經典賽，並重新交由莫雷拉執韁，自外檔起步後於早段留後競跑，轉入直路一段則取大外疊衝刺，結果該駒以第五名過終點，落後頭馬日本雌馬「貴婦人」兩個半馬位。
4月27日，多名利換上巫斯義角逐愛彼女皇盃，以第八名過終點；隨後於5月25日，多名利第三次角逐遮打盃，再次交由莫雷拉執韁，但表現令人失望，以第七名過終點。即使如此，多名利仍於季尾的冠軍人馬獎中，當選最佳長途馬。

#### 2014-15年馬季
多名利是季首三戰為香港三級賽田草千四米慶典盃、香港二級賽田草千六米沙田錦標、國際二級賽田草二千米馬會盃，並先後交由李富、巫斯義策騎，然而，由於路程嫌短下，均未能取得優秀表現，分別以第十二、第十三、第十一名完成賽事，即使表現令人失望，但仍能獲選角逐香港瓶，結果在莫雷拉胯下屈居殿軍。
2015年2月7日，多名利換上羅理雅角逐田草千八米百週年紀念銀瓶，在沿途跟前居中競跑的情況下取得季軍，隨後更遠征澳洲，角逐兩項一級賽蘭威錦標、悉尼盃，並先後交由岳禮華、莫雷拉策騎，但未能取勝。5月31日，多名利第四次角逐遮打盃，並再次交由貝湯美執韁，雖然貝湯美因為賽事早段不小心策騎而被罰停賽，但憑著餘下的拼勁取得亞軍，以短馬頭位不敵喜蓮巨星。

#### 2015-16年馬季
和上季一樣，多名利是季首三戰為香港三級賽田草千四米慶典盃、香港二級賽田草千六米沙田錦標、國際二級賽田草二千米馬會盃，並先後交由史卓豐、梁家俊策騎，然而，由於路程嫌短下，首兩仗均未能取得優秀表現，分別以第七、第十四名完成賽事，隨後史卓豐重新為多名利執韁，角逐國際二級賽田草二千米馬會盃，結果以第五名過終點，隨後獲選角逐香港瓶，結果在潘頓胯下取得第六名。
2016年2月6日，多名利換上莫雅角逐田草千八米百週年紀念銀瓶，在沿途留後競跑的情況下以第九名完成賽事。
2016年2月28日，多名利繼續由莫雅出戰香港金盃，在沿途居中競跑的情況下取得殿軍，這亦是多名利在港最後一次出賽。
2016年3月18日，多名利被獸醫發現右前蹄球節疼痛，右前腿因而不良於行，結果宣布放棄角逐跑馬地銀瓶，並於2016年5月12日，宣布結束在港的競賽生涯。

## 詳細血統
父系佳勝驥曾勝兩項一級賽，母系源自凱旋門大賽亞軍BERING，曾出戰1986年凱旋門大賽，僅不敵一代歐洲馬王「勇舞者」（DANCING BRAVE）而獲亞，血統甚具長力。而母系第二代BELLONA，亦曾於法國勝出2100米的表列賽。。

## 外部連結
- 香港賽馬會（页面存档备份，存于）
- 血統表（页面存档备份，存于）